# Bateria de Barcelos
A Bateria de Barcelos localizava-se à margem do rio Negro, em Barcelos, no atual estado do Amazonas, no Brasil.

## História
Pouco conhecida em termos da historiografia em história das fortificações no Brasil, trata-se de uma bateria militar referida por BAENA e por REIS, que a dá como erguida em 1755, para defesa da então capital da Capitania de São José do Rio Negro. O naturalista Alexandre Rodrigues Ferreira, que ali passou em 1786 apenas lhe mencionou a "'(…) artilharia da guarnição (…)". (OLIVEIRA, 1968:751)
Com a criação da Capitania de São José do Rio Negro, por Carta-Régia de 3 de março de 1755, Francisco Xavier de Mendonça Furtado escolheu a aldeia de Mariuá de São José do Javari, povoação fundada pelos jesuítas próximo à foz do rio Javari, elevando-a à condição de vila, com o nome de Barcelos, a 6 de maio de 1758. Foi seu primeiro governador o coronel de Infantaria Joaquim de Melo e Póvoas.